# 팔사
8사(八邪)는 8정도(八正道)의 반대로, 몸[身] · 말[語] · 뜻[意, 마음]으로 행하는 다음의 8가지 종류의 잘못된 행위, 또는 8가지 그릇된 길을 말한다.
8사행(八邪行), 8사지(八邪支) 또는 8사법(八邪法)이라고도 한다.
1. 사견(邪見) · 부정견(不正見) · 악견(惡見)
2. 사사유(邪思惟) · 사지(邪志) · 사사(邪思) · 부정사유(不正思惟)
3. 사어(邪語)
4. 사업(邪業)
5. 사명(邪命) 또는 사활명(邪活命)
6. 사정진(邪精進) 또는 사방편(邪方便)
7. 사념(邪念)
8. 사정(邪定)

## 8사

### 사견
사견(邪見)은 8정도(八正道) 가운데 정견(正見: 바르게 보기, 바른 견해)의 반대이다. 부정견(不正見) 또는 악견(惡見)이라고도 한다.
사견(邪見)은 그릇된 견해 또는 바르지 않은 견해를 말하는데, 구체적으로는, 인과(因果) · 공덕(功德) · 부모(父母) · 성인(聖人) 등의 견해를 불신하는 것을 말하며, 특히, 인과(因果)를 부정하는 것을 말한다.

### 사사유
사사유(邪思惟)는 8정도(八正道) 가운데 정사유(正思惟: 바르게 생각하기)의 반대이다. 사지(邪志) · 사사(邪思) 또는 부정사유(不正思惟)라고도 한다.
사사유(邪思惟)는 그릇된 생각, 바르지 않은 사유, 바르지 않은 생각, 또는 불교의 참된 도리에 어긋나는 생각을 말하는데, 구체적으로는, 악욕[欲, 惡欲: 불선한 욕구, 원함, 희망, 특히 탐욕] · 에(恚, 瞋: 성냄) · 해(害: 해치려 함) 등의 번뇌성의 마음작용을 말한다.
아래에 인용된 《잡아합경》 제13권 제334경〈유인유연유박법경(有因有緣有縛法經)〉에서 고타마 붓다는 무명(無明)과 사사유(邪思惟) 즉 부정사유(不正思惟)의 관계를 보여주는 설법을 하고 있다.
이 설법에서 고타마 붓다는 무명(無明)이란, 근(根) · 경(境) · 식(識)의 화합이 일어날 때 이전까지 쌓은 염오(染污)한 업(業)으로 인해 해당 경(境)에 대한 부정사유(不正思惟)가 일어나며 이 부정사유로 인해 [해당 경(境)과 그 이치에 대한, 즉 사(事)와 이(理)에 대한] 치(癡) 즉 어리석음이 일어나는데 이 어리석음이 곧 무명(無明)이라고 말하고 있다.
이 설법에서 고타마 붓다는 8정도의 정사유(正思惟)의 반대인 부정사유(不正思惟: 바르지 않은 사유, 바르지 않은 생각)가 무명(無明) 즉 무지(無知)의 원인이라고 말하고 있다. 또한, 고타마 붓다는, 다시 무명은 갈애(집착, 애욕)의 원인이 되며, 다시 갈애(집착, 애욕)는 염오(染污)한 업의 원인이 되며, 염오(染污)한 업은 오염된 마음, 즉 3계에 속박된 마음(6식 또는 8식, 즉 심왕, 즉 심법)의 원인이 된다고 말하고 있다. 또한, 고타마 붓다는 부정사유(不正思惟: 바르지 않은 사유, 바르지 않은 생각)가 무명(無明) 즉 무지(無知)의 원인이지만, 이렇게 부정사유에서 생겨난 무명(無明) 즉 무지(無知)는 다시 [더 큰 또는 더 오염된] 부정사유(不正思惟: 바르지 않은 사유, 바르지 않은 생각)의 원인이 된다고 말하고 있다.
云何有因．有緣．有縛法經。謂眼有因．有緣．有縛。

何等為眼因．眼緣．眼縛。謂眼業因．業緣．業縛。

業有因．有緣．有縛。何等為業因．業緣．業縛。謂業愛因．愛緣．愛縛。

愛有因．有緣．有縛。何等為愛因．愛緣．愛縛。謂愛無明因．無明緣．無明縛。

無明有因．有緣．有縛。何等無明因．無明緣．無明縛。謂無明不正思惟因．不正思惟緣．不正思惟縛。

不正思惟有因．有緣．有縛。何等不正思惟因．不正思惟緣．不正思惟縛。謂緣眼．色。生不正思惟。生於癡。

緣眼．色。生不正思惟。生於癡。彼癡者是無明。癡求欲名為愛。愛所作名為業。

如是。比丘。不正思惟因無明為愛。

無明因愛。愛因為業。業因為眼。耳．鼻．舌．身．意亦如是說。是名有因緣．有縛法經。
— 《잡아합경》 제13권 제334경〈유인유연유박법경(有因有緣有縛法經)〉한문본

무엇을 〈유인유연유박법경(有因 · 有緣 · 有縛法經)〉이라고 하는가? 말하자면 안식[眼]에는 인(因)이 있고 연(緣)이 있으며 속박시키는 자[縛]가 있다는 것이다.

무엇이 안식[眼]의 인(因), 안식의 연(緣), 안식을 속박시키는 자[縛]인가? [지금까지 쌓은] 업(業, 즉 염오(染污)한 업)이 안식의 인이고,  업이 안식의 연이며, 업이 안식을 [3계(三界)의 색경(色境)에] 속박시키는 자이다.

업(業, 즉 염오(染污)한 업)에도 인(因)이 있고 연(緣)이 있으며 속박시키는 자[縛]가 있다. 무엇이 업의 인, 업의 연, 업을 속박시키는 자인가? 갈애[愛, 집착, 애욕]가 업의 인이며, 업의 연이며, 업을 [즉, 안식의 업을 3계(三界)의 색경(色境)에] 속박시키는 자이다.

갈애[愛, 집착, 애욕]에도 인(因)이 있고 연(緣)이 있으며 속박시키는 자[縛]가 있다. 무엇이 갈애(집착)의 인, 갈애(집착)의 연, 갈애(집착)를 속박시키는 자인가? 무명(無明)이 갈애(집착)의 인이며, 갈애(집착)의 연이며, 갈애(집착)를 [3계(三界)의 색경(色境)에] 속박시키는 자이다.

무명(無明)에도 인(因)이 있고 연(緣)이 있으며 속박시키는 자[縛]가 있다. 무엇이 무명의 인, 무명의 연, 무명을 속박시키는 자인가? 부정사유(不正思惟: 바르지 않은 사유, 바르지 않은 생각)가 무명의 인이며, 무명의 연이며, 무명을 [3계(三界)의 색경(色境)에] 속박시키는 자이다.

부정사유(不正思惟: 바르지 않은 사유, 바르지 않은 생각, 8정도의 정사유의 반대)에도 인(因)이 있고 연(緣)이 있으며 속박시키는 자[縛]가 있다. 무엇이 부정사유의 인, 부정사유의 연, 부정사유를 [3계(三界)의 색경(色境)에] 속박시키는 자인가? 안식[眼]과 색경[色]을 인연[緣]하여 부정사유가 생기고 그 부정사유에서 생겨난 어리석음[癡]이 다시 부정사유의 인이며, 부정사유의 연이며, 부정사유를 [3계(三界)의 색경(色境)에] 속박시키는 자이다.

안식과 색경을 인연하여 부정사유를 일으키고 어리석음을 일으킬 때, 그 어리석음[癡]이 바로 곧 무명(無明)이다. 바로 이 어리석음을 바탕하여 구하고 원하는 것[求欲]을 갈애[愛, 집착, 애욕]라 하며, 갈애[愛, 집착, 애욕]에 바탕하여 짓는 것[所作]을 업(業, 즉 염오(染污)한 업)이라 한다.

이와 같이[如是], 비구들이여, 부정사유(不正思惟: 바르지 않은 사유, 바르지 않은 생각, 8정도의 정사유의 반대)는 무명(無明)을 원인[因]으로 하여 갈애[愛, 집착, 애욕]가 된다[不正思惟因無明為愛].

[이와 같이] 무명을 원인으로 하여 갈애(집착, 애욕)가 생기고[無明因愛], 갈애(집착, 애욕)를 원인으로 하여 업(業, 즉 염오(染污)한 업)이 생기고[愛因為業], 업(염오(染污)한 업)을 원인으로 하여 [갖가지로 오염된, 즉 갖가지 번뇌에 물든, 즉 3계의 색경에 속박된] 안식[眼]이 생긴다[業因為眼]. 이식[耳] · 비식[鼻] · 설식[舌] · 신식[身] · 의식[意]도 또한 이와 같다. 이것을 일러 〈유인유연유박법경[有因緣 · 有縛法經]〉이라 한다."
— 《잡아합경》 제13권 제334경〈유인유연유박법경(有因有緣有縛法經)〉한글본

### 사어
사어(邪語)는 8정도(八正道) 가운데 정어(正語: 바르게 말하기)의 반대이다.
사어(邪語)는 그릇된 말, 바르지 않은 말, 정당하지 못한 말을 말하는데, 구체적으로는, 망어(妄語) · 양설(兩舌) · 악구(惡口) · 기어(綺語)의 말로 짓는 4가지 악행을 말한다.
- 망어(妄語)는 허광어(虛誑語)라고도 하며, 거짓말 또는 헛된 말을 말한다. 5악(五惡)의 하나이며 10악(十惡)의 하나이다.[15][16]
- 양설(兩舌)은 이간어(離間語)라고도 하며, 이간질하는 말을 말한다. 10악(十惡)의 하나이다.[17][18]
- 악구(惡口)는 추악어(麤惡語)라고도 하며, 남을 성내게 할만한 나쁜 말 또는 남을 괴롭히는 나쁜 말을 말한다. 10악(十惡)의 하나이다.[19][20]
- 기어(綺語)는 잡예어(雜穢語) 또는 무의어(無義語)라고도 하며, 도리에 어긋나는 교묘히 꾸민 말 또는 진실이 없는 교묘히 꾸민 말을 말한다. 10악(十惡)의 하나이다.[21][22]

### 사업
사업(邪業)은 8정도(八正道) 가운데 정업(正業: 바르게 행동하기)의 반대이다.
사업(邪業)은 그릇된 행동 또는 바르지 않은 행동을 말하는데, 구체적으로는, 살생(殺生) · 투도(偸盜) · 사음(邪淫) · 음주(飲酒) 등의 악행을 말한다.
- 살생(殺生)은 중생을 죽이는 것, 즉 사람이나 동물 등 살아 있는 것을 죽이는 것을 말한다. 5악(五惡)의 하나이며 10악(十惡)의 하나이다.[26][27]
- 투도(偸盜)는 불여취(不與取)라고도 하며, 도둑질, 남의 것을 훔치는 것, 남의 재물을 훔치는 것, 또는 남이 주지 않는 것을 가지는 것을 말한다. 5악(五惡)의 하나이며 10악(十惡)의 하나이다.[28][29]
- 사음(邪淫)은 배우자가 아닌 사람과 정교를 맺는 것 또는 남녀간에 저지르는 음란한 짓을 말한다. 5악(五惡)의 하나이며 10악(十惡)의 하나이다.[30][31]
- 음주(飲酒)는 술마시는 것을 말한다. 5악(五惡)의 하나이다. 음주는 5악 중 나머지 4가지 악인 망어 · 살생 · 투도 · 사음을 범하는 동기가 되므로 5악에 포함시켜 경계하게 한 것이다.[32]

### 사명
사명(邪命, 삿된 생활, 그릇된 생활, 삿된 생계, 그릇된 생계)은 8정도(八正道) 가운데 정명(正命: 바르게 생활하기)의 반대이다. 사활명(邪活命)이라고도 한다.
사명(邪命)은 불여법(不如法)으로 생활하는 것 또는 정당하지 못한 수단으로 생활하는 것을 말한다.
《대승광오온론》에 따르면, 사명(邪命)은 광(誑: 남을 속임)이라는 번뇌성의 마음작용을 소의(所依) 즉 의지처 또는 발동근거로 하여 일어난다.

### 사정진
사정진(邪精進)은 8정도(八正道) 가운데 정정진(正精進) 또는 정근(正勤: 바르게 정진하기)의 반대이다. 사방편(邪方便)이라고도 한다.
사정진(邪精進)은 나쁜 일 즉 불선(不善)한 일을 짓는 그릇된 수행, 방편 또는 정진의 마음작용을 말한다.

### 사념
사념(邪念)은 8정도(八正道) 가운데 정념(正念: 바르게 깨어있기)의 반대이다.
사념(邪念)은 바르게 깨어있지 못하는 것을 말하는데, 구체적으로는, 그릇된 관(觀)과 염(念)의 마음작용을 말한다.

### 사정
사정(邪定)은 8정도(八正道) 가운데 정정(正定: 바르게 삼마지하기, 바르게 집중하기)의 반대이다.
사정(邪定)은 바르게 삼마지 못하는 것 즉 바르게 집중하지 못하는 것을 말하는데, 달리 말하면, 정정(正定) 즉 바른 삼마지(三摩地, 三昧, 心一境性)가 아닌 삼마지(三摩地)를 말한다.

## 참고 문헌
- 곽철환 (2003). 《시공 불교사전》. 시공사 / 네이버 지식백과. |title=에 외부 링크가 있음 (도움말)
- 구나발타라(求那跋陀羅) 한역 (K.650, T.99). 《잡아함경(雜阿含經)》. 한글대장경 검색시스템 - 전자불전연구소 / 동국역경원. K.650(18-707), T.99(2-1). |title=에 외부 링크가 있음 (도움말)
- 안혜 지음, 지바하라 한역, 조환기 번역 (K.619, T.1613). 《대승광오온론》. 한글대장경 검색시스템 - 전자불전연구소 / 동국역경원. K.619(17-641), T.1613(31-850). |title=에 외부 링크가 있음 (도움말)
- 운허.  동국역경원 편집, 편집. 《불교 사전》. |title=에 외부 링크가 있음 (도움말)
- (중국어) 구나발타라(求那跋陀羅) 한역 (T.99). 《잡아함경(雜阿含經)》. 대정신수대장경. T2, No. 99, CBETA. |title=에 외부 링크가 있음 (도움말)
- (중국어) 星雲. 《佛光大辭典(불광대사전)》 3판. |title=에 외부 링크가 있음 (도움말)
- (중국어) 안혜 조, 지바하라 한역 (T.1613). 《대승광오온론(大乘廣五蘊論)》. 대정신수대장경. T31, No. 1613, CBETA. |title=에 외부 링크가 있음 (도움말)